# Чкалівська сільська рада
Чка́лівська сільська́ ра́да — адміністративно-територіальна одиниця та орган місцевого самоврядування в Новотроїцькому районі Херсонської області. Адміністративний центр — село Чкалове.

## Загальні відомості
Чкалівська сільська рада утворена в 1956 році.
- Територія ради: 133,894 км²
- Населення ради: 4 238 осіб (станом на 2001 рік)

## Історія
Херсонська обласна рада рішенням від 6 жовтня 2009 року у Новотроїцькому районі перейменувала Чкаловську сільраду на Чкалівську.

## Населені пункти
Сільській раді підпорядковані населені пункти:
- с. Чкалове
- с. Воскресенське
- с. Двійне
- с. Ковильне

## Склад ради
Рада складається з 20 депутатів та голови.
- Голова ради: Сапрон Володимир Вікторович

### Депутати
За результатами місцевих виборів 2010 року депутатами ради стали:

#### За суб'єктами висування
| Суб'єкт висування                                       | Кількість обраних депутатів | %  |
| ------------------------------------------------------- | --------------------------- | -- |
| Партія регіонів                                         | 10                          | 50 |
| Комуністична партія України                             | 6                           | 30 |
| Самовисування                                           | 2                           | 10 |
| Політична партія Всеукраїнське об'єднання «Батьківщина» | 1                           | 5  |
| Політична партія «Сильна Україна»                       | 1                           | 5  |

#### За округами
| № округу                                                | Прізвище, ім'я, по батькові     | Дата визнання обраним | Освіта  | Партійна приналежність                        | Відомості про обраного депутата                                                          |
| ------------------------------------------------------- | ------------------------------- | --------------------- | ------- | --------------------------------------------- | ---------------------------------------------------------------------------------------- |
| Комуністична партія України                             |                                 |                       |         |                                               |                                                                                          |
| 1                                                       | Постолатьєва Віра Миколаївна    | 03.11.2010            | вища    | позапартійна                                  | Чкаловська сільська рада, секретар                                                       |
| 2                                                       | Коробкін Геннадій Михайлович    | 03.11.2010            | вища    | позапартійний                                 | Церква Воздвиження Хреста Господнього в с. Чкалове, настоятель церкви                    |
| 7                                                       | Ромашко Наталя Володимирівна    | 03.11.2010            | вища    | член Комуністичної партії України             | пенсіонер                                                                                |
| 15                                                      | Грабко Таїса Федорівна          | 03.11.2010            | середня | член Комуністичної партії України             | пенсіонер                                                                                |
| 17                                                      | Кошеваров Микола Іванович       | 03.11.2010            | вища    | член Комуністичної партії України             | пенсіонер                                                                                |
| 18                                                      | Вовк Тетяна Степанівна          | 03.11.2010            | середня | член Комуністичної партії України             |                                                                                          |
| Партія регіонів                                         |                                 |                       |         |                                               |                                                                                          |
| 3                                                       | Блоха Володимир Васильович      | 03.11.2010            | вища    | член Партії регіонів                          | Чкаловська сільська рада, землевпорядник                                                 |
| 4                                                       | Соболєва Галина Семенівна       | 03.11.2010            | вища    | член Партії регіонів                          | Чкалівська загальноосвітня школа I-III ст., вчитель                                      |
| 8                                                       | Ковбаса Ольга Григорівна        | 03.11.2010            | вища    | член Партії регіонів                          | Чкалівська загальноосвітня школа I-III ст., вчитель                                      |
| 10                                                      | Попович Тетяна Миколаївна       | 03.11.2010            | вища    | член Партії регіонів                          | Чкалівська загальноосвітня школа I-III ст., вчитель                                      |
| 11                                                      | Ярема Ольга Іванівна            | 03.11.2010            | вища    | член Партії регіонів                          | Чкалівська загальноосвітня школа I-III ст., вчитель                                      |
| 12                                                      | Перепелиця Сергій Станіславович | 03.11.2010            | вища    | член Партії регіонів                          | Чкалівська загальноосвітня школа I-III ст., вчитель                                      |
| 14                                                      | Газукін Володимир Васильович    | 03.11.2010            | середня | член Партії регіонів                          | ВАТ «Укртелеком», електромонтер                                                          |
| 16                                                      | Початун Валерій Дмитрович       | 03.11.2010            | середня | член Партії регіонів                          | приватний підприємець                                                                    |
| 19                                                      | Дзюба Віктор Іванович           | 03.11.2010            | середня | член Партії регіонів                          | Воскресенський будинок культури, завідувач                                               |
| 20                                                      | Вовк Людмила Устимівна          | 03.11.2010            | середня | член Партії регіонів                          |                                                                                          |
| Політична партія Всеукраїнське об'єднання «Батьківщина» |                                 |                       |         |                                               |                                                                                          |
| 9                                                       | Сергійчук Лілія Іванівна        | 03.11.2010            | середня | член Всеукраїнського об'єднання «Батьківщина» | Управління головного Каховського магістрального каналу ім. Леніна, диспетчер             |
| Політична партія «Сильна Україна»                       |                                 |                       |         |                                               |                                                                                          |
| 6                                                       | Хрупчик Валентина В'ячеславівна | 03.11.2010            | вища    | член Політичної партії «Сильна Україна»       | Районна спілка споживчих товариств, головний бухгалтер                                   |
| Самовисування                                           |                                 |                       |         |                                               |                                                                                          |
| 5                                                       | Гридасова Надія Іванівна        | 03.11.2010            | середня | позапартійна                                  | пенсіонер                                                                                |
| 13                                                      | Міхеєнко Микола Петрович        | 03.11.2010            | вища    | позапартійний                                 | Управління головного Каховського магістрального каналу ім. Леніна, начальник ІІ відділку |